# 阿部和俊
阿部 和俊（あべ かずとし、1949年 - ）は、日本の地理学者（人文地理学・都市地理学）。愛知教育大学名誉教授。

## 略歴
福岡県北九州市生まれ。1972年、名古屋大学文学部史学科卒業。名古屋大学大学院文学研究科修士課程修了。1976年まで、大学院に在籍。
1976年に愛知教育大学助手に採用され、1981年に助教授、1995年に教授へ昇任した。この間、1984年8月から1985年6月にかけてパリ大学・第4大学（パリ・ソルボンヌ）に留学し、ポール・クラヴァル (Paul Claval) の指導を受けている。1990年、『経済的中枢管理機能からみた日本の都市体系』により、文学博士（名古屋大学）の学位を取得。2010年度、2011年度には、愛知教育大学附属高等学校校長を務めた。2013年に定年退職し、名誉教授。

## おもな著書

### 単著
- 日本の都市体系研究、地人書房（京都）、1991 - 日本都市学会賞受賞（1994年）[9]
- 先進国の都市体系研究、地人書房、1996
- 発展途上国の都市体系研究、地人書房、2001
- 20世紀の日本の都市地理学、古今書院、2003
- 近代日本の都市体系研究 : 経済的中枢管理機能の地域的展開、古今書院、2010

### 編著
- 都市の景観地理 シリーズ、古今書院 - 阿部は全体の企画と以下各編の編集にあたっており、日本地理学会賞（優秀賞）受賞の理由のひとつとなった[10]。
  - 都市の景観地理 日本編 1、2007
  - 都市の景観地理 日本編 2、2007
  - 都市の景観地理 韓国編、2007
  - 都市の景観地理 中国編、2008 - 王徳と共編
  - 都市の景観地理 大陸ヨーロッパ編、2009
  - 都市の景観地理 イギリス・北アメリカ・オーストラリア編、2010